# Sirop de polyglycitol
Le sirop de polyglycitol est un édulcorant (numéro E964) autorisé en Europe. C'est un sirop hydrogéné d'amidon principalement composé de maltitol, sorbitol et divers polyols.